# Зашиверский (вулкан)
Зашиверский вулкан — до сих пор не обнаруженный вулкан в Якутии, о существовании которого в 1820 году сообщил полярный исследователь Ф. Матюшкин.

## История
Располагается между реками Яна и Индигирка приблизительно на одной широте с бывшим городом Зашиверском. Извергался в XVIII веке. О существовании Зашиверского вулкана заявил в 1820 году полярный исследователь Ф. Матюшкин, принимавший участие в экспедиции Ф. Врангеля. В письме директору Царскосельского лицея Е. Энгельгардту Матюшкин ссылался на беседу с миссионером Михаилом в возрасте 80 лет, который поведал Матюшкину:
… Хребтах, лежащих к западу от Зашиверска, была прежде, 50 лет тому назад, огнедышащая гора, первая в сибирских горах, следов лавы нигде не видно.
В XX веке Зашиверский вулкан попал в Международный вулканологический каталог (Влодавец и Пийп, 1959). Таким образом, вулкан оказался в ряду современных потухших вулканов (извергался во второй половине XVIII века). Исследователь Северо-Востока СССР, геолог Е. Устиев (ум. 1970) предположил, что Зашиверский вулкан, упомянутый Ф. Матюшкиным, мог располагаться в среднем течении реки Селенях, у её правых притоков Берелёх и Суордах. Вулкан никто не посещал и не изучал, пока в 1962 году распоряжением Лаборатории вулканологии АН СССР не была предпринята попытка его отыскать. В ходе экспедиции признаков современного вулканизма обнаружено не было. По левому берегу реки Сюрюктях (левый приток Индигирки) было отмечено развитие вулканогенно-осадочных и песчано-сланцевых образований, охватывающих период от верхнеюрского до верхнемелового.
По мнению вулканолога К. Н. Рудича, в 1964 году занимавшегося поисками Зашиверского вулкана, место расположения вулкана «к западу» было указано по ошибке, а в действительности речь шла о вулкане Балаган-Тас, находящимся в среднем течении реки Момы к востоку от Зашиверска.